# Arno Caflisch
Arno Caflisch (geb. 26. Oktober 1942 in Chur; gest. 20. Februar 2021) war ein Ländlermusikant aus dem Schweizer Kanton Graubünden. Sein Hauptinstrument war eine Klarinette. Von seinem 6. bis zum 15. Altersjahr nahm er Trommelunterricht bei Walter Hassler. Das Klarinettenspiel erlernte er im Selbststudium und am Konservatorium in Zürich. 1959 engagierte ihn Peter Zinsli für dessen Kapelle Churer Ländlerfründa. 1968 war er eines der Gründungsmitglieder der Ländlerkapelle Oberalp, damals noch unter der Leitung von Silvio Caluori.
Hauptberuflich war er Dorfpolizist im Engadin.

## Die Engadiner Ländlerfründa aus Celerina
Mittlerweile pensioniert lebte Arno Caflisch mit seiner Frau Cilgia Caflisch in Silvaplana. Er hinterlässt eine Tochter, Seraina Caflisch, die in Zürich lebt. Arno war immer noch aktiv als Klarinettist bei den Engadiner Ländlerfründa mit dabei. Diese Formation bestand in der Regel aus Arno Caflisch, Domenic Janett (beide Klarinette), Carlo Simonelli (Akkordeon), Gian-Carlo Simonelli (Klarinette) und Sepp Simonelli (Bassgeige). Regelmässiger Gast aus Birmensdorf ZH ist der Multiinstrumentalist Ueli Mooser. Da die Engadiner Ländlerfründa aus Celerina eine experimentierfreudige Ländlerkapelle sind, spielte Arno Caflisch manchmal auch auf seiner Trommel. In ihrer Laufbahn taten sie sich auch mit dem Jazzorchester P. S. Corporation aus Basel und den Fricktaler Musikanten zusammen. Einige Darbietungen, in denen Ueli Mooser mit der Gitarre begleitet, ergeben eine Synthese zwischen dem Bündner- und dem Oberkrainerstil.